# 香港薪酬趨勢調查委員會
香港薪酬趨勢調查委員會（英語：Pay Trend Survey Committee）是香港一個獨立組織，於1983年成立根據香港公務員薪俸及服務條件常務委員會建議成立。委員會的職責，主要是授權香港公務及司法人員薪俸及服務條件諮詢委員會聯合秘書處轄下的薪酬研究調查組，進行每年一次的薪酬趨勢調查、監察其調查工作以及確認有關的調查結果。
委員會與香港公務員薪俸及服務條件常務委員會有密切聯繫。

## 歷任主席
- 羅家駿
- 黃錦沛
- 李鑾輝
- 李律仁

## 外部連結
- 香港薪酬趨勢調查委員會